# Kalsoume Sinare
Kalsoume Sinare là một nữ diễn viên người Ghana và cựu người mẫu. Cô đã xuất hiện trong hơn năm mươi bộ phim, bao gồm Babina, Trinity và Sala, mà cô đã nhận được một giải thưởng Nữ diễn viên vàng trong hạng mục Phim truyền hình.

## Tiểu sử
Sinare là con cả trong chín người con trong gia đình cô. Cô học tại trường trung học Accra, sau đó cô bắt đầu sự nghiệp giải trí với tư cách là một người mẫu. Sinare đại diện cho Ghana tại cuộc thi Hoa hậu Người mẫu Thế giới năm 1990, và thường xuyên xuất hiện trên truyền hình như một người mẫu thương mại cho các sản phẩm tiêu dùng.
Sinare xuất hiện lần đầu trong diễn xuất của mình trên sân khấu Nhà hát Mirrors, sau đó bắt đầu sự nghiệp điện ảnh vào năm 1993 trong Out of Vision. Cô trở nên "vô cùng nổi tiếng" ở Ghana sau khi cô đóng vai chính trong Babina, một bộ phim kinh dị có chủ đề tôn giáo. Cô đã xuất hiện trong hơn năm mươi bộ phim, bao gồm 4ever Young, The Five Brides, và The New Sun.  Vai diễn của cô trong bộ phim Trinity năm 2010 đã giành được đề cử Giải thưởng của Viện hàn lâm điện ảnh châu Phi Zulu cho Nữ diễn viên phụ xuất sắc nhất  cũng như một đề cử Nữ diễn viên phụ xuất sắc nhất tại Giải thưởng điện ảnh Ghana. Cô đã nhận được một đề cử giải thưởng điện ảnh Ghana thứ hai cho Nữ diễn viên phụ xuất sắc nhất cho vai diễn trong bộ phim 2013 3 some. Năm 2017, vai chính của Sinare trong bộ phim Sala đã giành giải Nữ diễn viên vàng trong hạng mục Phim truyền hình tại Giải thưởng Phim Vàng.

## Đời tư
Sinare kết hôn với cầu thủ bóng đá quốc tế Ghana Anthony Baffoe vào năm 1994. Cả Sinare và Baffoe đều là người Hồi giáo. Sinare đã công khai ủng hộ Đại hội Dân chủ Quốc gia trong cuộc bầu cử ở Ghana, và tham gia buổi nhậm chức năm 2013 cho John Mahama, người mà Sinare đã ủng hộ một lần nữa vào năm 2016.